# Medaille für hervorragende Leistungen in der Geologie
Die Medaille für hervorragende Leistungen in der Geologie der Deutschen Demokratischen Republik war eine staatliche Auszeichnung  der Deutschen Demokratischen Republik (DDR), welche in Form einer tragbaren Medaille verliehen wurde.

## Geschichte
Die Medaille wurde am 16. Juni 1983 in einer Stufe durch den Ministerrat der DDR durch ihren Vorsitzenden Willi Stoph gestiftet. Sie diente zur Würdigung hervorragender Leistungen auf folgenden Gebieten:
- Erforschung und Erkundung der mineralischen Rohstoffbasis der DDR und ihre volkswirtschaftlich effektive Nutzung,
- der Entwicklung einer wirksamen Rohstoff- und Lagerstättenwirtschaft
- außerordentliche Leistungen im sozialistischen Wettbewerb zur Erfüllung und Überbietung der volkswirtschaftlichen Aufgaben auf dem Gebiet der Geologie und mineralischen Bodenwirtschaft.

Die Medaille selber konnte nur einmal an ein und dieselbe Person verliehen werden. Die Verleihung der Medaille, welche durch den Minister für Geologie anlässlich des Tages des Bergmannes und des Energiearbeiters alljährlich stattfand, wurde im feierlichen Rahmen nebst Urkunde und Prämie in Höhe von 1000 Mark dem Beliehenen überreicht. Allerdings war die Höchstverleihungszahl jährlich auf nur 20 Medaillen stark beschränkt.

## Vorschlageberechtigung
Vorschlageberechtigte Personen waren:
- die Generaldirektoren der Kombinate und Direktoren der dem Ministerium für Geologie direkt unterstellten Betriebe und Einrichtungen
- der Minister für Kohle und Energie, der Minister für Erzbergbau, Metallurgie und Kali, der Minister für Glas- und Keramikindustrie sowie der Minister für Bauwesen
- der Zentralvorstand der Industriegewerkschaft Bergbau-Energie

## Aussehen und Tragweise
Die vergoldete Medaille mit einem Durchmesser von 30 mm zeigt auf ihrem Avers ganzflächig die symbolische Darstellung einen Bohrturm sowie einen Förderturm die beide auf einem geologischen Schichtprofil stehen. Das Revers der Medaille zeigt dagegen oben die Inschrift: FÜR / HERVORRAGENDE / LEISTUNGEN / IN DER GEOLOGIE / DER DDR sowie das darunter liegende kleine Staatswappen der DDR. Dieses wird links und rechts von je einen Lorbeerzweig flankiert. Getragen wurde die Medaille an einer Spange in der Farbkombination: Blau-Schwarz-Rotbraun, welche senkrecht zu gleichen Teilen die Gesamtbreite der Breite ausmachen. Diese Farbkombination symbolisiert die Rohstoffe Wasser, Erdöl, Erdgas, Kohle und Erz. Zusätzlich ist mittig eine runde 10 mm durchmessende goldene Miniaturplatte aufgesetzt, die das Symbol des Bergbaues, Eisen und Schlägel zeigt. Getragen wurde die Medaille an der linken oberen Brustseite, ebenfalls die dazugehörige Interimsspange von gleicher Beschaffenheit, die ebenfalls die aufgesetzte Miniatur des Bergbaues zeigt.